# Kafka na pobřeží
Kafka na pobřeží (japonsky 海辺のカフカ, Umibe no Kafuka) je desátý román japonského spisovatele Haruki Murakamiho z roku 2002. Řadí se mezi jeho fantastická díla, mezi něž také patří Hon na ovci, Konec světa & Hard-boiled Wonderland, Sputnik, má láska či Kronika ptáčka na klíček.
Česky román vyšel v roce 2006 v nakladatelství Odeon jako součást edice Světová knihovna. Překladu se zhostil Tomáš Jurkovič.

## Charakteristika
Děj zasazený do skutečných japonských reálií má surrealistickou koncepci s prvky magického realismu – fantaskních, nepochopitelných jevů typu pršení makrel a pijavic z nebe, stejně jako prostých postav obdařených nadpřirozenými schopnostmi. V příběhu se mísí dvě paralelní reality. Mladý hrdina je opět konfrontován se ztrátou blízké osoby, pocity osamění a hledáním vlastní cesty k životu. Dochází také ke střídání dvou dějových linií – v sudých a lichých kapitolách, jakoby oddělených, které se však postupně prováží. První z nich sleduje příběh patnáctiletého Kafky Tamury a druhá negramotného šedesátiletého důchodce Nakatu. Z hlediska typologie Murakamiho postav se jedná o netypické hrdiny, když ve většině románů spisovatel preferoval muže středního věku, většinou neambiciózní bez snahy o prosazení se jako Tóru Watanabeho v Norském dřevu či Tóru Okadu v Kronice ptáčka na klíček. Školák Kafka vystupuje naopak rozhodně, s jasným cílem být nejdrsnějším 15letým klukem na světě, a neváhá kvůli tomu opustit školu i domov.
Murakami jako v jiných knihách zanechal řadu odkazů směrem do západní civilizace včetně Hošinova „leitmotivu“ v podobě Beethovenova Arcivévodského tria, postavami které na sebe berou podobu plukovníka Sanderse z řetězce KFC a jmenují se po skotské whisky Johnnie Wolkerovi. Kafkův útěk z domova, v marné snaze uniknout otcově temné kletbě, odkazuje na Oidipův příběh. Útěkem se totiž hrdina k jejímu naplnění naopak přibližuje. Rovněž jako „na konci světa“ v románu Konec světa & Hard-boiled Wonderland ztratily některé postavy vlastní stín, včetně obyvatel obce ukryté v hlubině lesa paralelního světa. Murakami čtenáři záměrně představil japonská klasická díla, ságu Příběh prince Gendžiho a Akinariho sérii povídek Vyprávění za deště a měsíce, v nichž duše opouštějí tělo, putují mimo něj a jejich nositelé mohou realizovat své záměry na dálku.
Nejasnosti a narážky nechal Murakami bez definitivních odpovědí. Výklad z indicií a faktů, tedy samotnou interpretaci ponechal na čtenáři. Jednoznačná není skutečná identita postav typu plukovníka Sanderse, Johnnieho Walkera, míra vyplnění kletby Kafkova otce, skutečný vztah chlapce ke slečně Saeki a dívce Sakuře, ani co stálo za bezvědomím dětí na planině vedoucímu k Nakatově proměně mysli.

## Děj

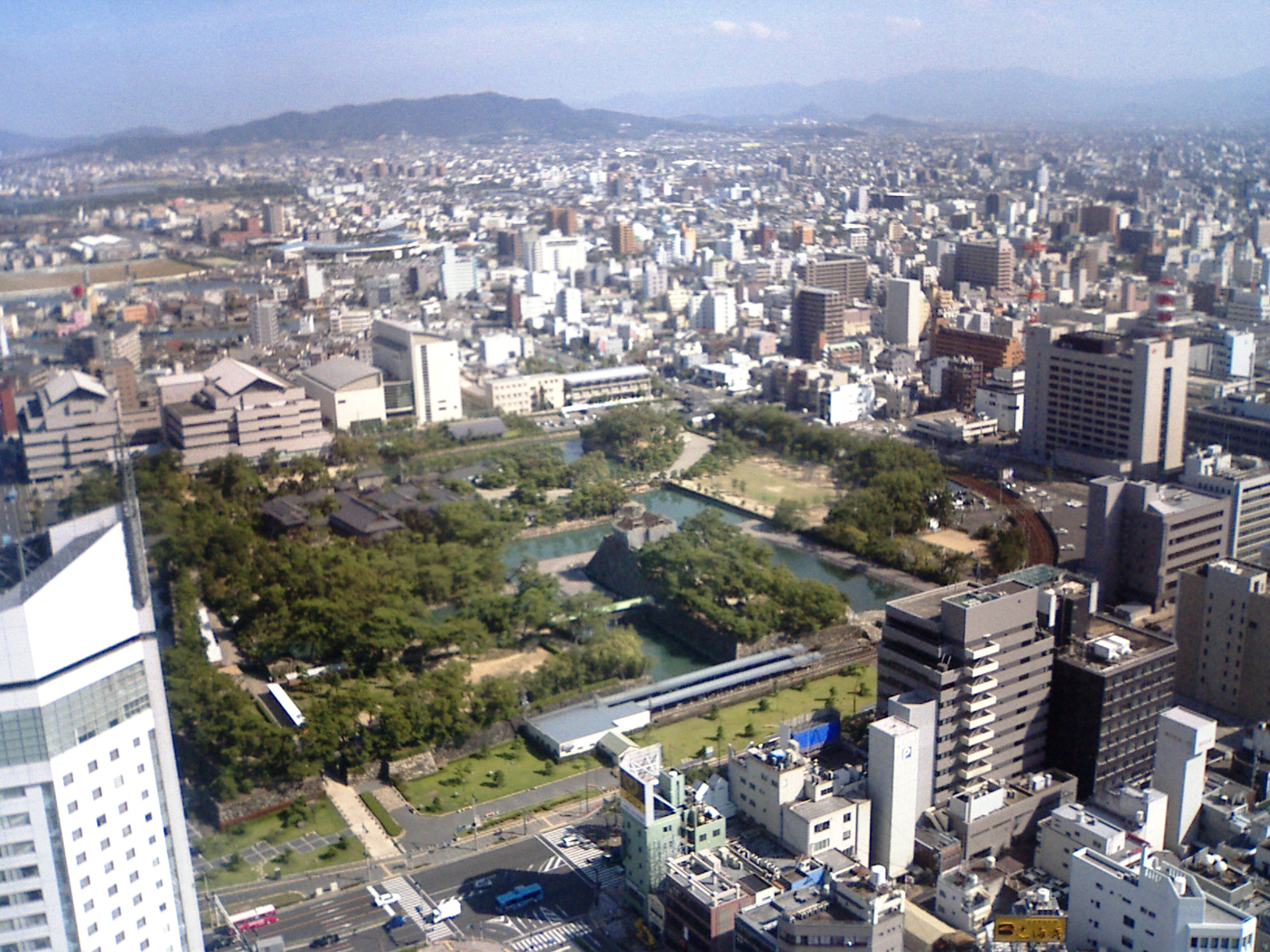
Příběhy Kafky Tamury a důchodce Satora Nakaty se protnou v Takamacu na ostrově Šikoku, kam je zanese osud na cestě z Tokia. Oba se však nikdy reálně nestřetnou.

Patnáctiletý kluk Kafka Tamura žije se svým otcem, sochařem Koičim, v Tokiu. Matka se sestrou od nich odešly, ještě když byl Kafka malý. Kafka není jeho skutečné jméno, vybral si ho podle česko-německého spisovatele Franze Kafky (jeho pravé křestní jméno není odhaleno). Tamura má i své alterego „Kluka, co se mu říká Vrána“, sám se považuje za nejdrsnějšího patnáctiletého kluka na světě. Nesnáší svého otce, a proto od něj uteče na ostrov Šikoku do města Takamacu. Vydává se tak na velkou pouť – nejen daleko od domova, ale také se snaží poznat sám sebe. Otec ho již od dětství proklínal („zabiješ otce, znectíš matku, zhanobíš sestru“) a Kafka se z kleteb nedokáže vymanit, čím víc se snaží, tím je osudu blíže. V Takamacu tráví dny čtením v Kómurově pamětní knihovně, kde ho později zaměstná jeho rádce a kamarád, pan Óšima. Knihovník je transgender muž, který se narodil jako žena. Kafka poznává i ředitelku památníku slečnu Saeki,  distingovanou padesátnici, která se utápí ve vzpomínkách na svého zemřelého milence. V mládí nazpívala singl „Kafka na pobřeží“, který se stal i díky zvláštní melodii hitem.
Paralelně s touto linií rozvíjí Murakami druhou, zdánlivě nesouvisející rovinu vyprávění o panu Nakatovi. Pan Nakata je zvláštní člověk, po nehodě v dětství ještě na konci druhé světové války ztratil vědomí a část své osobnosti. Už nikdy se nenaučil číst ani psát, zato však dokáže to, co málokdo, mluvit s kočkami. Ve svých šedesáti letech po vraždě Džonyho Volkra (Koičiho Tamury) vydává hledat, sám však neví co. V jeho pátrání mu pomáhá mladý profesionální řidič Hošino, kterému pan Nakata připomíná dědečka. Pan Nakata hledá vchodový kámen, který musí otevřít a poté zavřít. S pomocí Hošina kámen najde a cestu otevře.
Kafka si vydedukuje, že slečna Saeki je jeho matka a dívka Sakura, se kterou se potká v dálkovém autobuse, jeho sestra. Jestli je to pravda či ne, si čtenář může pouze domýšlet. Kafka se zamiluje do slečny Saeki, bydlí v knihovně a patnáctiletá Saeki se ve snu chodí dívat do jeho pokoje na obraz Kafky na pobřeží, který ji věnoval její milý. Kafka se nejprve intimně sblíží s patnáctiletým stínem slečny Saeki a nakonec i s tou skutečnou. Policie najde Kafkova otce mrtvého, vyhlašují pátrání po jeho nezletilém synovi a panu Nakatovi, který se sice k činu přiznal, ale nikdo mu nevěřil. Pan Óšima chlapce odveze na svou horskou chatu. V erotickém snu znásilní Sakuru, a tak se de facto naplnila otcova kletba. Kafka se vydává do lesa, kam mu majitel ovšem zakázal přístup. Najde dva vojáky ze druhé světové války, kteří hlídají vchod, a odchází s nimi do jiného světa. V něm se setkává se Saeki, která jej přiměje k návratu, dokud je vchod otevřen.
Po Nakatově návštěvě Kómurova památníku slečna Saeki zemře na srdeční záchvat, pan Nakata na její přání spálí její rukopisnou autobiografii. Večer usne v pronajatém apartmá a už se nikdy neprobudí. Úkol zavřít zpět vchod tak zbude na Hošinovi, který musí vchodový kámen bránit před příšerou vylézající z mrtvých Nakatových úst.
Kafka pochopí, že život na útěku není to pravé, a vrací se do Tokia dokončit povinnou docházku na nižší střední škole.